# Първа оперативна зона на НОВ и ПОМ
Първа оперативна зона на НОВ и ПОМ е създадена с наредба на Главния щаб на народоосвободителната армия и партизанските отряди на Македония от май 1943 година.
Обхваща част от Италианската окупационна зона с Тетовско-Гостиварско, Мавровско, Кичевско и Дебърско. На 23 септември 1943 година е създаден Кичевски народоосвободителен батальон под името първи батальон на Първа оперативна зона. През октомври 1943 година са закрити щабовете на Първа и Втора оперативни зони на НОВ и ПОМ.

## Командване
- Хамди Дема – командир от 13 юли 1943
- Иван Дойчинов – командир до 13 юли 1943
- Том Гелай – заместник-командир до септември 1943
- Димитър Берберовски – заместник-командир от септември 1943
- Мино Богданов – политически комисар
- Елисие Поповски – политически комисар 1943
- Люпчо Арсов – политически комисар[2]
- Борис Алексовски – заместник политически комисар
- Неджат Аголи – началник-щаб
- Томо Софрониевски – заместник политически комисар на Щаба